# Błędnica (rodzaj)
Błędnica (Xylena) – rodzaj motyli z rodziny sówkowatych.
Motyle te mają niewielką głowę o dobrze wykształconej ssawce i wąskim, porośniętym przylegającymi łuskami czole. Na szerokim i z wierzchu wysklepionym tułowiu występują łuski włosowate i łopatowate. Skrzydło przednie jest wąskie i długie, zaś tylne jest zaokrąglone. Spłaszczony odwłok ma kilka kępek łusek na wierzchniej stronie.
Rodzaj ten ma zasięg holarktyczny.
Takson ten wprowadzony został w 1816 roku przez Ferdinanda Ochsenheimera. Należy do niego 21 opisanych gatunków:
- Xylena alexander Benedek, Babics & Saldaitis, 2013
- Xylena andreas Benedek, Babics & Saldaitis, 2013
- Xylena apicimacula Yoshimoto, 1993
- Xylena brucei (Smith, 1892)
- Xylena buckwelli Rungs, 1952
- Xylena changi Horie, 1993
- Xylena cineritia (Grote, 1874)
- Xylena confusa Kononenko & Ronkay, 1998
- Xylena curvimacula (Morrison, 1874)
- Xylena czernilai Volynkin, 2012
- Xylena exsoleta (Linnaeus, 1758) – błędnica trzaska
- Xylena formosa (Butler, 1878)
- Xylena fumosa (Butler, 1878)
- Xylena lunifera (Warren, 1910)
- Xylena nepalina Yoshimoto, 1993
- Xylena nihonica (Hoene, 1917)
- Xylena nupera (Lintner, 1874)
- Xylena plumbeopaca Hreblay & Ronkay, 2000
- Xylena sugii Kobayashi, 1993
- Xylena tanabei Owada, 1993
- Xylena tatajiana Chang, 1991
- Xylena thoracica (Putnam-Cramer, 1886)
- Xylena vetusta (Hübner, 1813) – błędnica butwica